# North Riding of Yorkshire
North Riding of Yorkshire – byłe hrabstwo w Anglii, istniejące w latach 1889-1974. W 1961 roku hrabstwo liczyło 554 102 mieszkańców.